# ベネショフ・ウ・プラヒ - トルホヴィー・シチェパーノフ線
ベネショフ・ウ・プラヒ～トルホヴィー・シチェパーノフ線（チェコ語: Železniční trať Benešov u Prahy – Trhový Štěpánov）は、チェコ国鉄の鉄道線の名称である。路線番号は222。
1895年、ベネショフ・ヴラシム・クラーロヴィツェ鉄道の路線としてベネショフ～ヴラシーム間が開業した。残りの区間は、1902年に全通した。かつてはトルホヴィー・シチェパーノフから先、ドルニー・クラーロヴィツェまで伸びていたが、1975年に廃止されている。2021年末に、ヴラシム以東の旅客運行が休止された。

## 運行形態

### 定期列車
- ベネショフ - ヴラシム
全て各駅停車。平日は1～2時間間隔、休日は1時間間隔の運行となっている。ヴラシム方面行は、220号線特急のプラハ方面からの接続を受けるが、ベネショフ方面行は、220号線特急のプラハ方面に接続しない便も多い。
過去の運行形態
2021年以前は、休日の本数が少なく、2時間に1本の運行であった。また、多くがトルホヴィー・シチェパーノフに直通し、ヴラシム - トルホヴィー・シチェパーノフ間も2時間に1本運行していた。
2022年度に、ヴラシム以東が休止となった。
2023年度に、休日の本数が増便され、毎時1本の運行となった。

### 臨時列車
- フェルディナンド号（快速） 
蒸気機関車。年1日、ブラニーク - ベネショフ - ヴラシム間に、1往復のみ運行する。ベネショフ以西は220号線に直通する。途中、ポストゥピツェのみに停車する。
2017年は、年2日運行していた。

## 駅一覧
以下では、チェコ国鉄222号線の駅と営業キロ、停車列車、接続路線などを一覧表で示す。なお、全て各駅停車である。ヴラシム - トルホヴィー・シチェパーノフ間には、2022年度以降列車が運行していない。
| 路線名 | 駅名                               | 駅間営業キロ | 累計営業キロ | 接続路線                                               | 所在地         | 所在地       |
| ------ | ---------------------------------- | ------------ | ------------ | ------------------------------------------------------ | -------------- | ------------ |
| 220    | ベネショフ・ウ・プラヒ駅           | -            | 0.0          | 221号線（プラハ方面）、223号線（ブヂェヨヴィツェ方面） | 中央ボヘミア州 | ベネショフ郡 |
| 220    | ミスリーチ駅                       | 3.9          | 3.9          |                                                        | 中央ボヘミア州 | ベネショフ郡 |
| 220    | ストルハルジョフ駅                 | 2.0          | 5.9          |                                                        | 中央ボヘミア州 | ベネショフ郡 |
| 220    | ドブルジーチコフ駅                 | 2.0          | 7.9          |                                                        | 中央ボヘミア州 | ベネショフ郡 |
| 220    | ポストゥピツェ駅                   | 2.3          | 10.2         |                                                        | 中央ボヘミア州 | ベネショフ郡 |
| 220    | ムニェステチコ・ウ・ベネショヴァ駅 | 2.3          | 12.5         |                                                        | 中央ボヘミア州 | ベネショフ郡 |
| 220    | ルホタ・ヴェセルカ駅               | 1.8          | 14.3         |                                                        | 中央ボヘミア州 | ベネショフ郡 |
| 220    | ドマシーン駅                       | 2.3          | 16.6         |                                                        | 中央ボヘミア州 | ベネショフ郡 |
| 220    | ズノシム駅                         | 4.0          | 20.6         |                                                        | 中央ボヘミア州 | ベネショフ郡 |
| 220    | ヴラシム駅                         | 2.2          | 22.8         |                                                        | 中央ボヘミア州 | ベネショフ郡 |
| 220    | ヴラシム停留所                     | 0.7          | 23.5         |                                                        | 中央ボヘミア州 | ベネショフ郡 |
| 220    | ボリナ駅                           | 4.1          | 27.6         |                                                        | 中央ボヘミア州 | ベネショフ郡 |
| 220    | ズヂスラヴィツェ駅                 | 1.6          | 29.2         |                                                        | 中央ボヘミア州 | ベネショフ郡 |
| 220    | トルホヴィー・シチェパーノフ駅     | 3.8          | 33.0         |                                                        | 中央ボヘミア州 | ベネショフ郡 |